# 邻苯二甲酸二异庚酯
邻苯二甲酸二异庚酯（英語：Diisoheptyl phthalate）是一种邻苯二甲酸酯，由一个邻苯二甲酸和两个异庚醇酯化形成，化学式为 C22H34O4，常作为塑化劑使用。